# Ренато Тапија
Ренато Тапија (шп. Renato Fabrizio Tapia Cortijo; 28. јул 1995) перуански је фудбалер и репрезентативац.

## Каријера
Дебитовао је 2013. у млађим категоријама холандског Твентеа, играо је једну сезону, учествујући на 21 утакмици првенства. Позван је да игра за први тим Твентеа, чијем саставу се придружио 2014. године. Играо је после за тим из Еншедеа три сезоне.
У децембру 2015. Фајенорд је потврдио интересовање за Тапију. Званично је потписао за клуб из Ротердама 27. јануара 2016. године. Освојио је са Фајенордом једном првенство и Куп Холандије.

## Репрезентација
За перуанску репрезентацију је дебитовао 2015. године. Године 2018. био је део репрезентације која је наступала на Светском првенству у Русији. До јула 2018. имао је 34 наступа за Перу и постигао је 3 гола.

## Статистика каријере

### Репрезентативна
Статистика до 26. јуна 2018.
| Тим    | Год.   | Наступи | Голови |
| ------ | ------ | ------- | ------ |
| Перу   |        |         |        |
| 2015   | 6      | 0       |        |
| 2016   | 12     | 1       |        |
| 2017   | 9      | 1       |        |
| 2018   | 7      | 0       |        |
| Укупно | Укупно | 34      | 3      |

### Голови за репрезентацију
Голови Тапије у дресу са државним грбом
| #  | Датум              | Место   | Противник | Гол | Резултат | Такмичење                                |
| -- | ------------------ | ------- | --------- | --- | -------- | ---------------------------------------- |
| 1. | 9. септембар 2016. | Лима    | Еквадор   | 2:1 | 2:1      | Квалификације за Светско првенство 2018. |
| 2. | 13. јун 2017.      | Арекипа | Јамајка   | 2:0 | 3:1      | Пријатељска утакмица                     |
| 3. | 27. март 2018.     | Харисон | Исланд    | 1:0 | 3:1      | Пријатељска утакмица                     |

## Трофеји
Фајенорд
- Ередивизија: 2016/17.
- Куп Холандије: 2017/18.[8]